# Estação Ferroviária de Rio Claro
A Estação de Rio Claro é a antiga estação ferroviária central da cidade de Rio Claro, no interior do estado de São Paulo, no Brasil. Desde 2002, nela funciona um centro de eventos e desde ao menos 2012, parte de sua gare abriga o terminal central de ônibus urbanos da cidade.
Fez parte da Linha Tronco da Companhia Paulista de Estradas de Ferro.

## História

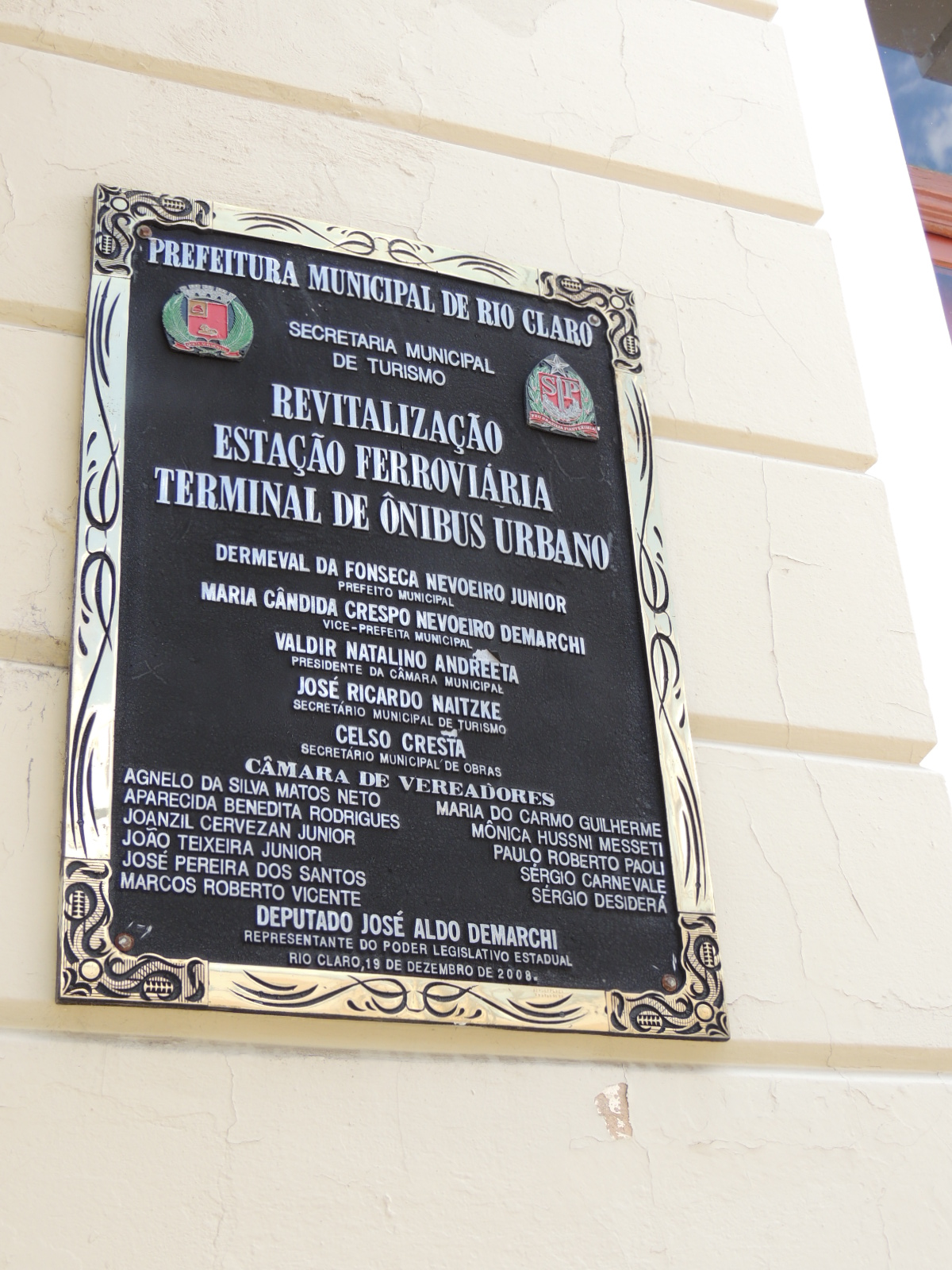
Placa denotando a presença de um terminal de ônibus na antiga estação ferroviária.

A estação foi inaugurada em 1876, como fim do trecho de bitola larga da linha tronco da Companhia Paulista de Estradas de Ferro (CP). Em 1884, com a inauguração da Companhia Rio-Clarense, passou a ser ponto de baldeação de e para esta ferrovia, até 1966, quando o último trecho o qual atendia a estação que não a linha tronco foi desmantelado.
A edificação original foi demolida em meados de 1911 e em 23 de janeiro do mesmo ano foi inaugurada a atual, que estivera em construção desde 1909.
Como o município abrigava as oficinas tanto da CP como da Fepasa, além do Horto (construído pela CP), a estação era de grande importância para as companhias. Mesmo assim, uma nova estação foi construída em 1980, na nova variante Santa Gertrudes-Itirapina, que passa por fora da cidade. Ambas as estações permaneceram operantes para passageiros simultaneamente (o passageiro embarcaria em uma ou outra, a depender do trajeto) até 1999, quando a antiga foi desativada.
Foi tombada pelo patrimônio estadual em 1985, mas os registros da Fepasa denotam seu abandono a partir ao menos do ano seguinte, mencionando a presença de carros de passageiros sucateados e deteriorados em seu pátio, além de mato alto defronte à plataforma.
Teve os trilhos de sua conexão ao restante da linha sentido interior retirados em 2002, quando o restante do trecho passou a ser ramal para entrada às oficinas da concessionária da malha. O prédio em si virou um centro para eventos da prefeitura neste mesmo ano. Em 2012, já operava em parte de sua gare um terminal de ônibus urbanos, e passou a ser, em 2017, a sede do 37° Batalhão da PM. Em 2016, foram recolocados trilhos em seu interior, a fim de receber carros restaurados.
Em sua cabine de sinalização operou um pequeno museu da ABPF até 2021, ano em que houve o encerramento das atividades dessa regional.